# May Calamawy

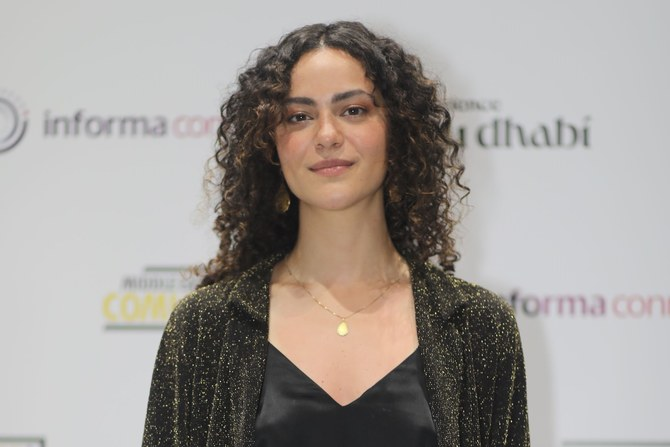
May Calamawy (2023)

May El Calamawy (anhörenⓘ arabisch مي القلماوي, DMG Mayy al-Qalamāwī, * 28. Oktober 1986 in Bahrain) ist eine ägyptisch-palästinensische Schauspielerin.

## Leben und Karriere
May Calamawy wurde 1986 in Bahrain als Tochter eines ägyptischen Bänkers und einer jordanisch-palästinensischen Mutter geboren. Gemeinsam mit einem sieben Jahre älteren Bruder wuchs sie größtenteils im nahöstlichen Inselstaat auf, verbrachte Teile ihrer Kindheit aber auch in Houston und in der katarischen Hauptstadt Doha. Nach ihrem High-School-Abschluss in Bahrain zog sie mit 17 Jahren ins US-amerikanische Boston, um dort auf Anraten ihres Vaters Produktdesign am Massachusetts College of Art and Design zu studieren. Das Studium langweilte sie jedoch und forderte sie kreativ kaum heraus, weshalb sie ans Emerson College ging und stattdessen Theaterwissenschaft studierte.
Nach ihrer abgeschlossenen Ausbildung, die unter anderem einen sechsmonatigen Aufenthalt in New York City umfasste, zog Calamawy 2009 in die Vereinigten Arabischen Emirate zurück. Dort kümmerte sie sich um ihre erkrankte Mutter, die wenig später an Lungenkrebs verstarb. Parallel dazu wirkte sie in Abu Dhabi und Dubai an mehreren Kurzfilmen mit, ehe sie 2013 im Horrorfilm Djinn – Des Teufels Brut von Tobe Hooper erstmals eine Filmrolle übernahm. Das Werk war in den Vereinigten Arabischen Emiraten ein Erfolg und veranlasste Calamawy 2015 dazu, nach New York zu ziehen, um Schauspiel im William Esper Studio zu studieren und sich nun vollumfänglich auf ihre Schauspielkarriere zu fokussieren.
Es folgten Gastauftritte in US-amerikanischen Fernsehserien wie Madam Secretary, The Brave sowie FBI und eine erste größere Rolle in der Miniserie The Long Road Home über die Folgen des Irakkriegs, wobei Calamawy zumeist eine stereotypische arabische Frau verkörperte. Auf der Suche nach einer neuen Figurenauswahl erhielt sie 2019 schließlich eine Hauptrolle in der Comedyserie Ramy. Die mit einem Golden Globe ausgezeichnete autobiografische Erzählung über das Leben von Ramy Youssef erwies sich als Durchbruch für Calamawy, die innerhalb der Serie auch ihre seit dem 22. Lebensjahr auftretende Alopecia-areata-Erkrankung thematisierte. Im Jahr 2021 wirkte sie in einer Nebenrolle in der Indie-Komödie Together Together mit.
Internationale Bekanntheit erlangte Calamawy im Jahr 2022 mit ihrem Auftritt in der MCU-Serie Moon Knight. In dieser verkörperte sie an der Seite von Oscar Isaac die ägyptische Archäologin Layla El-Faouly, die im Verlaufe der Serie zur ersten arabischen Superheldin Scarlet Scarab innerhalb des Filmuniversums wird.
Calamawy lebt in Los Angeles und New York City.

## Filmografie (Auswahl)
- 2006: Thursday
- 2011: Checking In (Fernsehserie, Folge 1x01)
- 2013: Djinn – Des Teufels Brut (Djinn)
- 2017: Madam Secretary (Fernsehserie, Folge 4x02)
- 2017: The Brave (Fernsehserie, Folge 1x07)
- 2017: The Long Road Home (Miniserie, 7 Folgen)
- 2017: BKPI (Fernsehserie, Folge 1x02)
- 2018: FBI (Fernsehserie, Folge 1x02)
- 2019–2022: Ramy (Fernsehserie, 20 Folgen)
- 2021: Together Together
- 2022: Moon Knight (Fernsehserie, 5 Folgen)
- 2023–2024: Marvel Moon Girl und Devil Dinosaur (Moon Girl and Devil Dinosaur, Fernsehserie, 2 Folgen, Stimme)
- 2024: Gladiator II
- 2025: The Actor